# ابردین، شهرستان اوهایو، ایندیانا
ابردین (به انگلیسی: Aberdeen) یک منطقهٔ مسکونی در ایالات متحده آمریکا است که در شهرستان اوهایو، ایندیانا واقع شده‌است. ابردین ۲۶۹٫۱۴ متر بالاتر از سطح دریا قرار دارد.